# Otacilia armatissima
Otacilia armatissima är en spindelart som beskrevs av Tamerlan Thorell 1897. Otacilia armatissima ingår i släktet Otacilia och familjen flinkspindlar.
Artens utbredningsområde är Myanmar. Inga underarter finns listade i Catalogue of Life.